# Thiviers

Thiviers este o comună în departamentul Dordogne din sud-vestul Franței. În 2009 avea o populație de 3.121 de locuitori.

## Evoluția populației
| An        | 1975  | 1982  | 1990  | 1999  | 2006  | 2009  |
| --------- | ----- | ----- | ----- | ----- | ----- | ----- |
| Populație | 4.154 | 3.915 | 3.590 | 3.261 | 3.163 | 3.121 |